# ريان كور
ريان كور (Ryan Corr) ممثل أسترالي شارك في مسلسل تلفزيوني أسترالي موجه للأطفال يدعى الشمس الفضية.

## الأعمال

### أفلام
| السنة | العنوان | الدور            |
| ----- | ------- | ---------------- |
| 2017  | 1%      | نائب الرئيس بادو |

## روابط خارجية
- ريان كور على موقع IMDb (الإنجليزية)
- ريان كور على موقع قاعدة بيانات الفيلم (الإنجليزية)